# By the Light of the Northern Star
By the Light of the Northern Star – piąty pełny album farerskiej grupy muzycznej Týr, który został wydany 29 maja 2009 roku przez wytwórnię Napalm Records. Każdy utwór na płycie nawiązuje w jakiś sposób do tradycji i kultury skandynawskiej, szczególnie z okresu przedchrześcijańskiego. Siedem z dziewięciu utworów zostało napisanych w języku angielskim, przy czym bazowały one na melodiach norweskich, farerskich, szwedzkich, fińskich oraz irlandzkich. Dwa pozostałe utwory pochodzą z farerskiej muzyki ludowej i są śpiewane w języku farerskim. W limitowanej wersji do albumu dodane zostały dwa utwory instrumentalne, z których drugi jest hymnem Wysp Owczych zagranym na instrumentach, jakimi dysponuje zespół.
Okładka płyty przedstawia wikinga stojącego z mieczem nad złamanym krzyżem celtyckim. W tle dostrzegalna jest zimowa sceneria typowego dla Skandynawii fiordu. W dolinie widoczny jest także zacumowany drakkar. Okładkę zaprojektowała Gyula Havancsák, podobnie, jak całą oprawę graficzną albumu.
Album został nagrany w studiu Kristoffura Mørkøre, Kris-stuff Studio w Tórshavn, a następnie zmiksowany przez Jacoba Hansena w duńskim Hansenstudios.

## Lista utworów
1. "Hold the Heathen Hammer High" – 4:48 (muzyka: Heri Joensen, tekst: Heri Joensen)
2. "Tróndur í Gøtu" – 4:01 (muzyka: farerska muzyka ludowa, zaaranżowana przez Heriego Joensena, tekst: farerska muzyka ludowa, Heri Joensen)
3. "Into the Storm" – 5:05 (muzyka: Heri Joensen, farerska i norweska muzyka ludowa, tekst: Heri Joensen)
4. "Northern Gate" – 4:45 (muzyka: Heri Joensen, tekst: Heri Joensen)
5. "Turið Torkilsdóttir" – 4:19 (muzyka: farerska muzyka ludowa, zaaranżowana przez Heriego Joensena, tekst: farerska muzyka ludowa, Heri Joensen)
6. "By the Sword in My Hand" – 4:48 (muzyka: Heri Joensen, szwedzka/fińska muzyka ludowa, tekst: Heri Joensen)
7. "Ride" – 4:59 (muzyka: Heri Joensen, farerska i irlandzka muzyka ludowa, tekst: Heri Joensen)
8. "Hear the Heathen Call" – 4:40 (muzyka: Heri Joensen, tekst: Heri Joensen)
9. "By the Light of the Northern Star" – 6:00 (muzyka: Heri Joensen, farerska i norweska muzyka ludowa, tekst: Heri Joensen)
10. "The Northern Lights" (tylko w wersji limitowanej) – 1:48 (muzyka: norweska muzyka ludowa, zaaranżowana przez Heriego Joensena)
11. "Anthem" (tylko w wersji limitowanej) – 1:36 (muzyka: Peter Alberg)

## Twórcy
- Heri Joensen – śpiew, gitara
- Terji Skibenæs – gitara
- Gunnar H. Thomsen – gitara basowa
- Kári Streymoy – perkusja